# Pietro Sernicola
Pietro Sernicola (Pollica, 13 settembre 1672 – Pollica, 20 dicembre 1742) è stato uno scultore italiano.

## Biografia e opere
Figlio di Matteo e di Beatrice De Feo, Pietro Michele Angelo Sernicola (nei docc. anche Sarnicola e Sornicola) compì la sua formazione a Napoli probabilmente nel cantiere decorativo della Chiesa del Carmine Maggiore, dove in quegli anni era priore il padre carmelitano Carlo Sernicola, suo lontano parente.
Infatti incontriamo Pietro venticinquenne a Napoli nel maggio 1697 quando viene ingaggiato, assieme a Maurizio D'Alessio di Calvanico, dai Carmelitani di Brindisi per i lavori di decorazione della loro nuova chiesa di San Gioacchino (attuale chiesa di Santa Teresa).
Successivamente, nel 1700, forse di ritorno da Brindisi dove aveva concluso i lavori, Pietro realizza nella cappella di Santa Maria di Costantinopoli a Balvano (PZ) le due cornici in stucco che racchiudono le immagini di San Michele Arcangelo e della Madonna dei Sette Dolori.
Nell'arco di ingresso della Cappella del Rosario nella chiesa di Santa Maria Maggiore a Sant'Angelo a Fasanella si conserva la scritta PETRUS SERNICOLA SCULPSIT A.D. 1712, che potrebbe riferirsi ad alcune opere in stucco ivi conservate.
Altra opera documentata di Pietro sono le decorazioni della chiesa di San Francesco ad Altavilla Silentina, datate e firmate: PETRUS SORNICOLA HOC OPUS FECIT 1720.

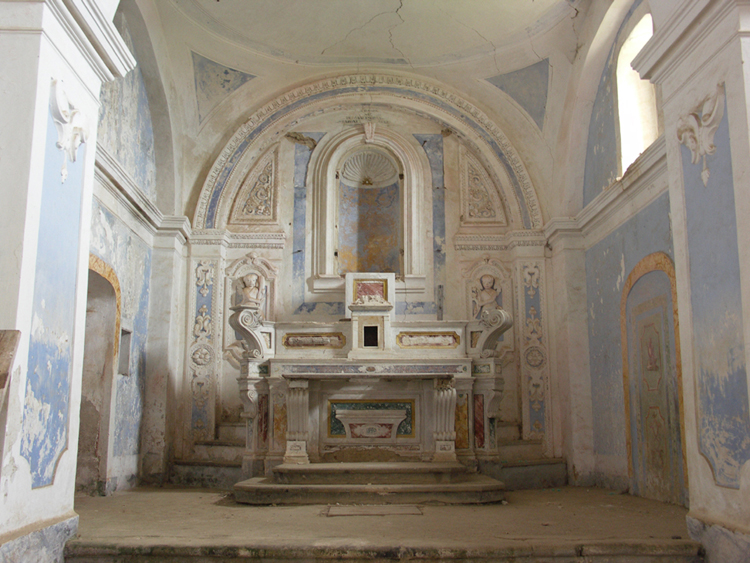
La decorazione interna della chiesa di Santa Maria di Costantinopoli a Pollica (Sa)

A Pollica realizza la Cappella di Santa Maria delle Grazie nella parrocchiale di San Nicola, come ci dice il contratto stipulato il 5 febbraio 1733 con Gennaro Baglivo che deteneva il giuspatronato.
Gli studiosi locali gli assegnano (pure in mancanza di riscontri documentari) anche le decorazioni interne di altre chiese di Pollica: la chiesa dell'ex convento di Santa Maria di Costantinopoli e la chiesa conventuale dei Riformati di Santa Maria delle Grazie, dove sembra essere sua una nicchia ornata da angeli nel coro.
Infine sono da assegnare a Pietro le decorazioni in stucco della chiesa di Cuccaro databili dal contratto al 1735.
Suo figlio Donato proseguì l'attività paterna, lavorando soprattutto nel cosentino, in particolare a Morano Calabro (chiesa di S. Maria Maddalena), a Corigliano e a Saracena.